# 互联网语言学
互联网语言学（英語：Internet linguistics）是语言学下属的一个分支，由英国语言学家大卫·克里斯托所提出。该学科研究因互联网和其他的一些新媒体（诸如短信）等产生的影响从而导致的新型的语言风格和语言结构。 人机交互（HCI）引发了人们对于电脑辅助沟通（CMC）和互联网辅助沟通（IMC）的探讨。通过探索网络界面及其可使用性，人们了解到了语言学对此研究的建设性作用。通过学习互联网上的新兴语言，人们可以拓宽对团体的概念，改善翻译质量和网络体验。因此，互联网语言学将能够使得语言学家和用户同时受益。
互联网语言学的研究可分为以下四个大方向：社会语言学，教育，语言风格以及应用。在技术的发展下，这几个方向又发展出几个子分支。随着互联网使用人数增多，互联网未来的语言学也充满了可能性。新的CMC方式持续出现，人们也将改变自己的说话方式来适应这些变化。互联网本身亦将鼓励用户积极使用新兴的语言，并在其基础上大胆创新。

## 主要方向
大卫·克里斯托已经为未来的研究确立了四个主要的研究方向，分别为社会语言学方向， 教育方向，语言风格方向，以及应用方向。 这四个方向相互交织并互相影响。

### 社会语言学方向
这个方向主要研究的是社会如何看待网络语言。 互联网的发展已经在人与人之间的沟通上做出了重大的变革。它改变了人们交流的方式，并提供了新的、对社会造成深远影响的平台。这其中短信，电子邮件，群聊，虚拟世界以及互联网本身等，都对此贡献巨大。
这些新的传播媒体已经引发了人们对于语言使用上的担忧。 据克里斯托在2005年的研究，这些担忧并非空穴来风或是前无古人。每当技术取得重大突破，并且因此影响到语言的时候（比如15世纪的印刷术，19世纪电话的发明，以及20世纪无线电在民间的推广）这种对于语言使用的担忧就会出现。
对个人而言，像短信或是邮箱客户端（Push Mail）一类的CMC沟通方式已经极大地改善了即时通讯。 iPhone和黑莓手机等都是例子。
在学校中教师和学生常常也会使用校方的邮箱相互联络。课堂讨论也经常在线论坛中进行。 比方说，在南洋理工大学，学生使用校方的平台edveNTUre进行讨论，在线测验，观看教师准备的实时在线课程等。在2008年，iTunes U与大学合作，将Apple音乐服务移植到一个特别的商店。 在该商店观看在线学术课程以及获取学术材料免费。目前已经与在18个国家超过600家学术机构有了合作，其中包括牛津大学，剑桥大学以及耶鲁大学。
在全世界许多教育工作者们都开始寻找新思路来和学生更好地交流时，这种学术社交网络和社交媒体开始逐渐吃香。纽约大学的学生们时常通过Skype与客座演讲嘉宾互动，和提供即时通讯的图书馆工作人员联系，从校外获取学校图书馆相关资源。 师生开始使用新的CMC平台，这些都会关系到语言的使用。
在专业的水准上来看，公司普遍都会将电脑或笔记本与互联网连接（通过有线或无线的网络连接），并分配给员工独立的电子邮件账户。这极大程度上帮助了公司内部（员工之间）和外部（公司或组织之外的团体）的交流。诸如智能手机之类的移动端的交流方式亦参与到了全世界的协作当中。
总体来看，这些因互联网而生的新兴CMC系统已经改变了人们使用语言的方式。语言越来越非正规，因此人们对其恶化的恐惧越来越大。 然而，如同David Crystal指出的那样，从积极的角度看来这也反映了语言的创造性。

#### 主题
互联网的社会语言学也可以依照五个相互交织的主题分类进行研究。
1. 多语制：探讨不同语言在互联网上的流行度，以及其现状。
2. 语言变化：从语言学的角度来讲，语言变化受其物理层面传播的方式（如：打字）以及变换的社会经济优先度（如：全球化）的影响。语言变化探寻语言，尤其是网络语言，随着时间而产生的变化。
3. 会话分析：探讨在互联网上的社交互动以及交流行为的样式的变化。
4. 文体发散：涉及到研究网络语言以及其有关的语言学形式在现实生活中的应用问题。语言在发展变化的时候，会话分析和文体发散都会和语言风格方向的研究互相交集。
参见以下：语言风格方向
5. 元语言和民俗语言学：观察语言的形式与变化在互联网上是如何被标出并讨论的。（如：网络语言的冲击使得英文中单引号和大小写等不再被规范使用，或者中文中标点符号被空格所代替等。）

### 教育方向
互联网语言学的教育方向则探讨了互联网在形式语言的使用上造成的冲击。对于标准语的使用在这里则尤为受到关注，因为这也影响到了语言教育的层面。 互联网的快速崛起已经为互联网平台带来了其独有的语言学特征。这些包括但不限于，非正式书面语言的加剧使用，书面语风格的前后不统一，以及在互联网和短信中出现的新的简写方式。 这种首字母缩略字的出现主要是出于实用的目的：为了减少在这些平台上沟通交流时花费的时间和精力。此外，技术层面的限制也给这些沟通带来不便。 常见的简写有LOL（英文意为，大笑）、OMG（英文意为，表示感叹）、GTG（英文意为，我得走了）。中文中类似的有886（拜拜了，拟声）。
在“对于互联网对于语言教育的影响”的相关研究中，互联网语言学的教育方向有着广泛的应用。 这是一个至关重要的方向，因为其涉及到了对于下一代的教育。在互联网上出现的非正式语言需要考虑到其合适的使用时机。社会上出现了一些对于非正式语的不当用法的担忧，尤其是在学术及其他正式场合上，比如在学术报告中使用“那家伙”（guy）等。教育工作者们也注意到了一些频繁的拼写或者语法错误。

埃莉诺·约翰逊等语言学家认为，那些使用广泛的语言错误与互联网的使用有着密不可分的联系。教育工作者也同样从学生的作业中看到一些新种类的拼写和语法错误。然而，人们没有科学的证据来证实这种关联性。虽然人们有理由怀疑，互联网的使用对学生的学术写作及正式的书面语言的使用造成了一定的影响，但是其严重性则毫无疑问被这种新形式的平台扩大化了。Naomi S. Baron（2008）在其著作《Always On》中称，学生的写作几乎不受到IMC（互联网辅助沟通，比如网络聊天，短信，电子邮件等）的影响。最近的一项由英国发展心理学杂志上发表的研究显示，经常发短信的学生（指通过使用手机短信的功能发送消息）显示出更广泛的词汇量，这可能会对他们的阅读技巧产生积极的影响。
尽管互联网的使用导致了在学术和形式语言使用方面不适当的风格，但需要注意的是，互联网的使用可能不会妨碍语言教育，反而有助于它。 互联网已经在多方面证明了它可以增强语言的学习，特别是在第二语言或语言教育方面所具有的潜在的优势。通过互联网进行的语言教育与互联网语言学的关系主要通过沟通交流的方式显现出来（电子邮件的使用，在线交流平台，即时通讯，博客等）。 通过一些特殊的技巧，比如以争论及说服的方式，IMC使得语言学习者和说母语的人之间的交流更加频繁，提供了更多的语言错误修正的帮助，以及更好的学习机会。

### 语言风格方向
该方向探讨了互联网及其衍生的技术如何鼓励语言， 尤其是文学作品上的创新。它将互联网视作新语言现象发展的媒介。这种新的语言形式是一项有趣的研究，因为它是口语和书面语的一种融合的形式。比方说，传统的书写方式，较之于互联网上字体的颜色、大小不一的动态形式，要更为静态一些。然而，这种新的语言模式也同时存在一些在自然语言中并不存在的元素，比如在电子邮件或论坛中“框架”的概念。在回复电子邮件的时候，人们基本上会使用发件人的电子邮件内容作为他们自己的回复的框架结构，也可以选择回复一部分而略去其他的。在在线论坛中，用户可以发起一个新的主题，而其他人无论身在何处都能够通过互联网对这个主题提出自己的看法。这种现象在书写语言中通常是见不到的。
进一步的研究显示，互联网及其相关技术在不断创造着新的语句的表达方式，并且这些新的形式不仅仅在书面语上有所体现，人们也同样在口语表达中观察到了这些变化带来的影响。人们最常从下列几个CMC通讯方式中观测到网络语言的交流风格，因为这些通讯方式经常试图逾越技术上的限制（比如通讯滞留），并重新建立那些无法用书面语清晰表达的社交线索。

#### 移动电话
移动电话（又称“手机”）拥有一些超过其本身通讯功能的用途。比如卫报举办的短信大赛。因为手机短信有160个字符的限制，用户开始竭尽其所能地发挥自己语言上的创意来攻克这一难关。推特是一个类似的有字数限制的新技术发明，其限制为280个字符。人们对此曾有过争论，用户发表的的推特究竟是因为“懒”，还是说这是是充满创意的碎片化沟通方式。虽然争论仍在继续，但毫无疑问的是，推特推动了语言学，发展出了新的网语，并将沟通带上了一个全新的维度。
手机也创造了一个新的文体：手机小说。一个典型的手机小说通常包含几个能够快速下载的章节。这些小说通常都很“质朴”，因为它们没有像传统的小说作品那样的编辑的过程。它们像短信那样用短句子写成。通过电子邮件或一些在线平台，这类小说的作者同样也可以从读者那里获得反馈。和传统的小说写作不同，读者的想法有时会被融入到故事当中，或者作者也会按照读者的需求或者是作品人气（一般按照下载量来测算）等考虑改变故事剧情。
虽然手机小说很受欢迎，但是也有人批评该类型小说“缺乏词汇量”并且及语法不通。

#### 博客
博客被认为是新型的写日记方式，并且从语言学的角度来看，博客中所使用的语言处于“其最‘赤裸’的形式”，因为博客在没有经过正式的编辑过程便公开发表。这使得博客在其他绝大多数经过编辑等标准化处理程序的书写语言中鹤立鸡群。 大卫·克里斯托称，博客是“书面语言革命的新起点”。博客广受欢迎，因而其已经发展出了超越书写博客的形式，出现了 图片博客，视频博客，以及音频博客。这种互动式博客的发展带来了新的语言学的传统以及风格，并在未来会持续发展。

#### 虚拟世界
虚拟世界的讨论包括了用户如何将自然语言的交流带入这些新媒介的相关观点。网络语言已经在文字聊天室，以及计算机模拟的世界中，发展出了数字社区之中的黑话，如Pwn以及菜鸟等。表情符号则体现了用户如何适应受限的、“毫无表情”的网络交流环境并表达情绪。
诸如角色扮演类的游戏（RPG）以及虚拟世界等非常具有互动性，强调速度、简洁以及同步性。于是，CMC便变得更加充满活力、变化多端、不拘形式且开放自由。日常对话中经常出现复杂的序列以及互换的结构。一些常见的CMC方式有字母全大写（“EMPHASIS”），用星号将一个词包裹起来等对于符号的使用（“*stress*”），以及创造性地使用标点符号（“???!?!?!?”）。标点符号也同时被用在会话上，比如星号被用作会话修复，以及箭头符号被用来指代、引用等。除了对这些新语言形式作出的贡献之外，虚拟世界也被用来教授语言。虚拟世界语言学习为学生模拟了真实的生活环境，允许他们发挥自己的创意来提高语言的姿势水平。对于年轻的语言学习者而言，虚拟世界也是个非常好的工具，因为他们已经认为这些地方是“再正当不过的学习和玩的地方”。

#### 电子邮件
在语言风格方向下的一个最为流行的互联网相关的技术是电子邮件。电子邮件在很多方面都拓宽了语言的风格。一份研究电子邮件的语言学的报告指出，电子邮件是口语与书面语言形式、语法、文风的混合。得益于其便捷、速度以及即时性，电子邮件正快速取代传统的信件。它常常被认为是不正式的，因为人们觉得它是临时的，很容易被删除。然而，当这个通信平台逐渐成熟的时候，电子邮件却不再被用作在亲朋好友之间发送一些不正式的信息。相反地，电子邮件被越来越多地用作商务上的合作。求职者也常常用电子邮件给他们潜在的招聘者投简历。这种向正式语迁移的过程使得电子邮件成为了介乎于正式语和非正式语之间的一种文体。
虽然说，曾有人责备学生因为电子邮件的缘故，书面语写得很不整经，大卫·克里斯托辩称，电子邮件“对于语言教育绝不是一种威胁”，因为电子邮件的排版更加有表达性，语言学习者可以在语言上做出自己的选择。此外，年青一代也可以用电子邮件来提高自己的写作及沟通方面的技巧，因为他们需要花精力透过这种电子的传播方式来慢慢地推敲自己的想法。

#### 即时通讯
和其他形式的在线通讯方式一样，即时通讯也发展出了自己的缩写、简写的方式。然而，即时通讯和电子邮件、群聊有所不同，因为它使得沟通的参与者可以与对方进行实时的联系，同时保证了对话的私密性。即时通讯的使用为参与者之间增添了一丝亲密感，而这份增长的亲密感则带来了更多的随意性。同时，即时通讯的文体风格也更加多变，因为参与者的年龄跨度会很大。比方说，一个孙女和她奶奶利用即时通讯进行联络。和参与者喜好大体一致的群聊不同的是，这里对于语言协调上的要求很少。

### 应用方向

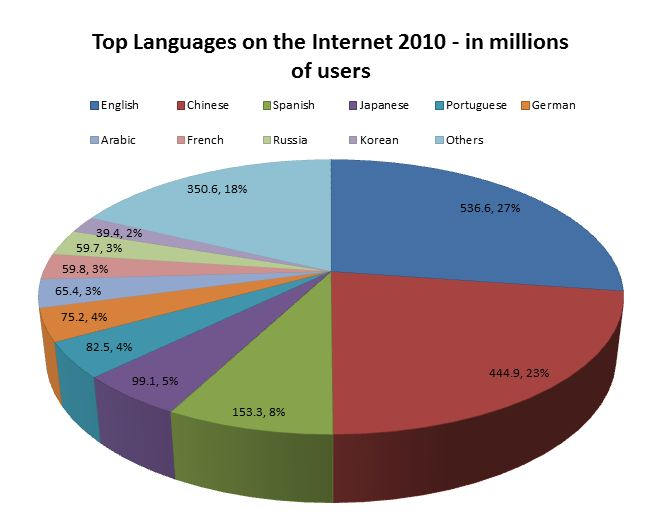
来源: [http://www.internetworldstats.com/stats7.htm Internet World Stats

应用方向从沟通能力的角度来审视互联网的语言学上的开发——包括好的方面与不好的方面。互联网提供了一个多语言的平台。虽说英语依旧是互联网的主要语言，互联网上其他语言的使用者也在不断地增加。（对于语言、国籍、地理位置的详细的数据，参见全球互联网使用率）当更多的不同语言的社区加入到互联网之中时，这种多语言的环境也持续增加其多样性。因而少数族裔与濒危语言使用者能够在互联网上使自己的语言重新焕发生机，并增加语言的存在感。语言档案编制以及语言复兴则是互联网为这类语言提供的机会的两个例子。

#### 语言档案编制
首先，互联网有助于语言档案编制。例如音频、视频等数字化的存档方式不仅仅有助于语言档案编制，也同时有助于语言通过互联网在全球进行传播。如韦氏词典（2003）等将濒危语言公开的行为使得全球对语言档案编制产生了兴趣。

#### 语言复兴
第二，互联网有助于语言复兴。多年来，数字环境已经发展出了不同的复杂的方式来实现虚拟接触。从电子邮件、聊天软件到即时通讯，这些虚拟环境已为联络的双方建起了跨越空间的桥梁。此外，年青一代认为很“酷”的数字技术会吸引他们，并因此维持他们对于母语的兴趣，以及对母语的使用。

#### 开发互联网
互联网也同时会被恐怖主义、互联网诈骗、恋童等活动所利用。最近，因为容易匿名的缘故，通过电子邮件和IRC等使用互联网进行的犯罪变得更加频繁。这些不法分子的阴谋带来了安保工作上的担忧。从司法的角度来讲，互联网还有很大的可能性尚未能够探索。虽说利用内容控制软件进行关键词过滤很有效，但几乎没有以语言学为出发点对此进行的研究。另一方面，语义网则被用作个人数据保护来试图避免诈骗行为。

## 互联网语言学的尺度
这一小节所讨论的尺度问题包含了将网络语料库以及语言的鉴别与正规化的问题。互联网语言学对日常生活的冲击将从网络语言风格的传播与影响、互联网上的语言变化趋势以及谈话的方面进行分析。

### 网络语料库
互联网是一个用来存储数据以及资源的巨大存储库。语言学家与语言技术专家越来越多地转而利用网络来寻求语言方面的数据。语料库（Corpora）第一次在计算语言学领域被提起，是在1989年温哥华的ACL会议上。因为理论不完整的缘故，它当时在有关领域引起了极大的争议。刊物“Using Large Corpora”（中文为《大语料库的使用》）的出版为斗争画上了句号，并且使得计算语言学与语料库的关系得到了广泛的认可。
为了确认网络是不是一个语料库，人们通常会使用麦克恩利（McEnery）与威尔森（Wilson）给出的定义（1996年，第22页）。
原则上来讲，任何多于一个字符的集合都可以被称作一个语料库……但是在现代语言学背景下，“语料库”一词常常暗示了这一简单定义所不具备的东西。这些包括如下四个方面：样本与代表性、有限的大小、可供机读的形式、一个标准的参照。
 —  Tony McEnery and Andrew Wilson，  Corpus Linguistics
曼宁（Manning）和舒策（Schütze）（1999年，第20页）提出了与网络语料库更接近的一个定义：
在统计性的NLP（自然语言处理）中，人们通常在没有关注到其如何形成的情况下，将某个关注领域中所得到的特定量的数据视作语料库。在这种情况下，更多的训练数据比任何对于平衡性的研究更加有益，而人们应该利用所有可获取的文字（作为训练数据）。
 —  Christopher Manning and Hinrich Schütze，  Foundations of Statistical Language Processing

#### 主题
网络语料库的发展可能性被广泛地讨论着。2002年的EU Meaning计划中，人们对利用网络作为数据来源对字词进行消歧义（也就是多义词的辨析）的进展进行了讨论。这假设了在一定的讨论范围之内，一个单词通常只有一个理解方式。而这里所说的“讨论范围”一般可以利用互联网来进行确认。人们在Word Expert Web利用互联网科技进一步探索了这种手动添加注释的方式。
在语言模型的领域，网络被用在解决数据稀疏的问题。人们收集字典的统计数据，并利用这些数据来解决介词后缀的问题，而同时网络中的文档数据则被用于维持语料库的平衡。
在信息采集方面，网络轨道被整合成社区的TREC（文本信息检索）评估的一部分。用于此目的的网络样本大约累计有100GB左右，主要由.gov这一顶级域名中的文档所构成。

#### 英国国家语料库
英国国家语料库包含了构成英文核心的一万个单词的主要含义与用法规律的大量信息。
英国国家语料库的单词量对于语言学家与词典编辑的经验策略学习来说足矣，并且对于那些利用量化的信息来分析输入文字的技术（指解析，英文：parsing）来说也已经足够应付了。然而因为单词的分布遵循齐夫定律的关系，对于其他的目的而言，英国国家语料库还远远不够。鉴于在英国国家语料库种有大量的词汇出现少于50次，对于这类词汇我们无从得出统计上相对稳定可靠的结论。此外，对于一些更加生僻的词汇，常见词汇的生僻含义，以及词组等，目前我们仍然缺乏数据。研究人员发现，由大量数据得出的概率模型比那些少而干净的数据得出的概率模型结果要更好一些。

#### 多语言网络
网络很显然是一个多语言的语料库。据估计，50.2%的网民来自亚洲，17.1%来自欧洲，10.4%来自拉丁美洲/加勒比海，9.1%来自非洲，8.7%来自北美洲，3.8%来自中东地区，0.7%来自大洋洲。
搜索一整个单词，比如“深呼吸”，在AlltheWeb搜索引擎上返回了868,631个网页。通过搜索引擎得到的信息是搜索英国国家语料库得到的信息的三倍。这暗示了网络中英文语料库的实际大小。
透过控制那些不同语言的语料库以不同比例混合的数据进行的分析，人们也从此看出网络上存在的巨大的文字信息。网络语料库是如此巨大，若是利用它作分析，其强度与准确性将不容小觑。英国国家语料库也同时在试图利用互联网来扩充自己收录内容的大小。

#### 面临的挑战
在语言建模的领域中，任意一个语言模型都会产生应用方面的限制，因为不同种类的文本，其统计数字也会不同。当一个语言技术被使用的时候（被应用到一个新的文字种类中时），人们无从确定这个语言模型所产生的结果和训练该语料库时产生的结果是否一致。人们发现，当训练用的语料库发生变化时，语言模型的表现形式也会不同。缺乏理论基础限制了语言模型的实用价值。
鉴于创作网络语言在时间和花费上都很少，并且是多人协作的形式，很少有人会在乎它是否准确。语法、拼写错误导致网络语料库“伤痕累累”。然而，尽管有些噪音，网络语料库依然可能大有用途。
人们仍在讨论亚语言是否应当被囊括进去的问题。赞成的人认为，倘若从模型中去掉那些亚语言，得出的将会是一个缺东少西的语言模型。鉴于语言由字典词汇、语法以及大批量的亚语言构成，这些亚语言应当被囊括进语料库中。然而，最近人们开始对此提出异议。将这些亚语言直接带入语料库中的做法引起了人们的争议，因为无从得知哪部分亚语言应当被收入，哪部分不应当被收入。
语料库的内容主要取决于语料库的开发者，目前这些开发者主要从实用主义的角度去出发。在“代表性”的要求被换成“平衡性”之后，英国国家语料库的标准能够满足人们大多数的需求。
诸如Google之类的搜索引擎已经变成了访问互联网海量资源的不二法门。然而，对于那些从事语料库相关研究的语言学家来说，这带来了一些挑战，比如这些引擎智只能提供受限的资源（最多1000或5000），不足量的语境的问题（谷歌只提供大约10个单词的只言片语），搜索结果被（从语言学的角度看来）人为地扭曲了（标题占了很大的权重），没法从语言学的标准来搜索想要的词汇（因为搜索排序的问题）。目前最好的解决方式是语言学家自己动手丰衣足食。

#### 代表性
虽说资源充沛，但网络并不能代表全世界所有的语言。网络不是世界上所有语言的语料库，反过来世界上所有的语言也不是互联网的语料库。然而，人们从多种多样的语言的互联网出发进行进一步的探讨，也是研究语料库的一个好的开始。

### 传播与影响
互联网的使用所带来的语言风格的变化已经渗透到了其他的领域，包括但不限于电影、音乐和文学作品。互联网的语言风格很重要，因为有大量的人们参与进来，强化某些不为正式语言所接受的网络用语风格。
除了网络上流行的黑话外，语法错误、拼写错误也是网络语言和其他CMC沟通的特色。当网民逐渐适应这些错误之后，它将从书面语与口语两方面同时不断地渗透到日常语言的使用中。在大众媒体中这些错误十分常见，从新闻中的拼写错误到广告中的语法错误，甚至还有话剧对白中的网络黑话。
互联网与日常生活越紧密，其对正式语言的影响就越深。智能手机、平板、社交媒体的普及更加印证了这一点。学生们受到了网络语言前所未有的冲击，因此网络语言的语法结构、黑话渗透到了他们正式的书面语言当中。完全浸入式的学习永远是学习一门语言的最好的方式。马克·莱斯特在其著作《Teaching Grammar and Usage》中称，“学习基础写作的人们最大的语法错误问题在于他们没有接触到足够的正式书面语……我们应当这样想，不能期望一个没有接触过外语的学生能够熟练掌握这门外语。”鉴于学生们大量接触网络语言，网络语言的形式与结构自然而然地成为了他们学习的对象。

#### 大众媒体

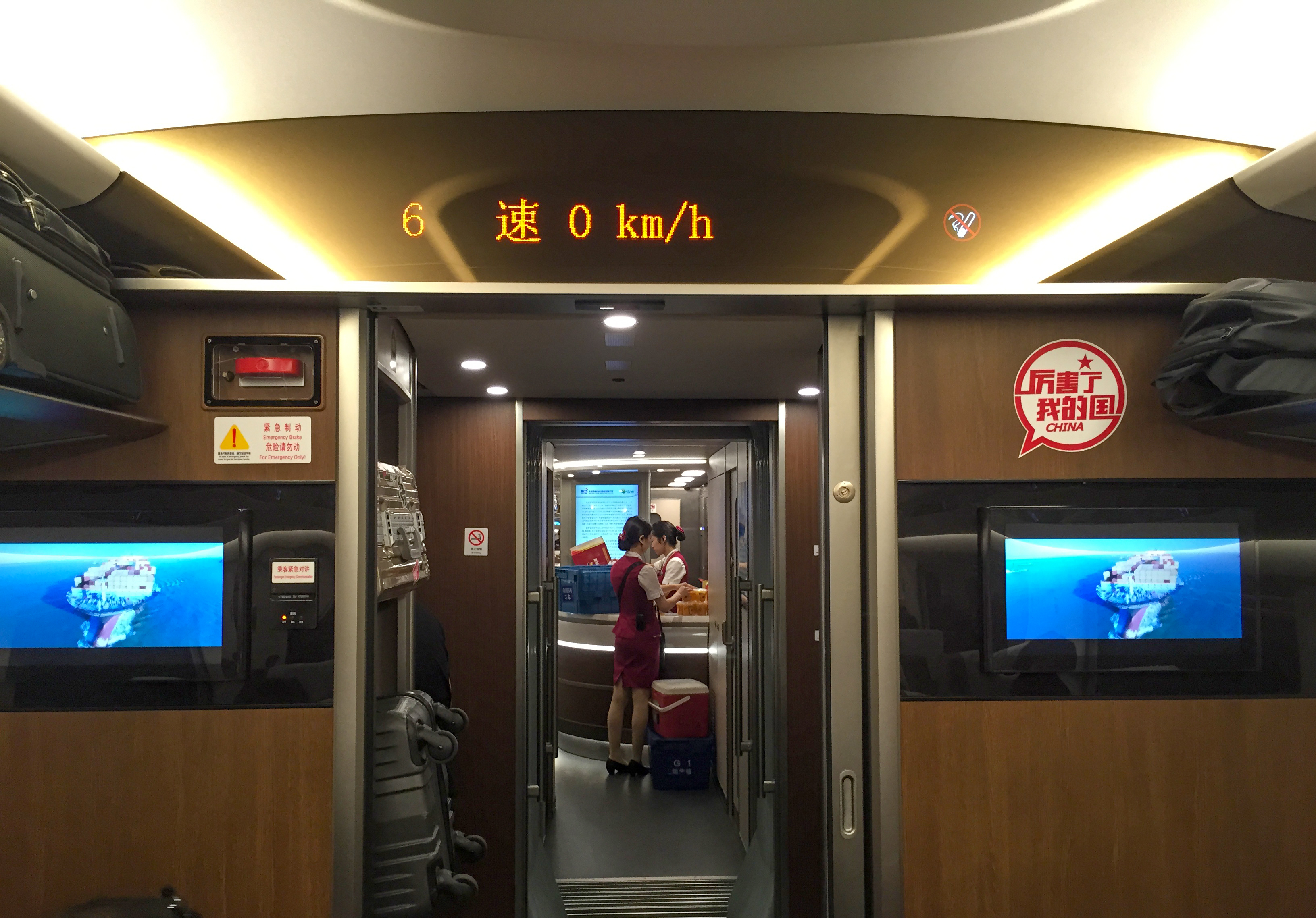
由中国网络语言“厉害了，我的哥”衍生出的“厉害了，我的国”标语贴纸

有些电视广告也会使用网络语言，这加剧了网络文风对日常生活的渗透。比方说，AT&T在美国的广告中使用了“BFF Jill”（“Best Friend Forever, Jill”，意为“永远的最好的朋友，Jill”）等简写方式。因为互联网“原住民”的团体正在日益壮大，越来越多的商家将网络语言植入到他们的广告当中，以期能够带来更多的共鸣。这类的广告已经从他们的受众中获得了相对热情的反响。
网络语言的使用也同样渗透到了音乐的领域，其中流行音乐特维尤甚。比如Trey Songz歌曲《LOL :-)》的歌词包含了许多网络语言，并提及了推特以及短信。
网络语言也同时出现在独立制片者和商业电影之中。虽说一般独立电影只在电影节有展映，但是独立电影发行的DVD则可通过在网上付费观看，因而使得大众更容易接触到这些影片。商业影片则直接在一线影院面向大众，导致网络语言的传播更加迅猛——比如一个名为《LOL》的电影，主打Miley Cyrus和Demi Moore。这部电影是2008年法国电影《LOL》的重制。
中文的网络语言使用者中也有类似的现象。央视在2017年1月28日的新闻联播中使用了“厉害了，我的国”的字样，改编自中国2016至2017年的网络语言“厉害了，我的哥”。

## 互联网语言学的未来
随着信息技术的更新迭代，人们也为这越来越复杂的技术做好了准备，有可能会改变自己的语言使用习惯以适应这日新月异的通讯方式。互联网使用人数的增加使得文化背景差异、不同的语言习惯被加速带入到互联网之中。这些个体的差异会为互联网语言学的未来——尤其是在多语言的网络环境中——带来重大的变革。从2000到2016年，互联网在非英语国家，如中国、印度、非洲等，有了极大的渗透率，使得除了英语外的更多语言渗透到互联网中来。因此，英语与其他语言的互动被认为是一项重要的研究领域。全球化加快了各语言的相互连接，使得新的网络文风跨语言进行传播。中文和韩文已经感受到了英文对他们网络语言进行的渗透，参与到了多语言的网络语言形成中。
现在，互联网提供了一种教育、推广少数语言的方式。然而，和渗入中文、韩文的英文导致了新的网络黑话的过程类似，少数语言也受到那些在互联网上更常见的语言的影响（英文、西文、中文等）。不仅仅语言间的互动会导致少数语言使用不规范，对于优势语言的熟知也会从不好的方面影响到那些少数语言。比方说，试图学习少数语言的人们可能会阅读用多数语言写成的典籍并止步于此，结果导致说少数语言的人不增反减同时，人们可能鼓励那些原本说少数语言的人去学习多数语言，以便能够上网去寻求更多的资源，结果导致自己原本所使用的语言的流失。人们仍需进一步观察那些濒危少数语言的未来在互联网上的传播。